# 息栖神社
息栖神社（いきすじんじゃ）是位在日本茨城縣神栖市的神社。為國史見在社、舊社格為縣社。自古以來和香取神宮・鹿島神宮並稱為「東國三社」，受到朝廷的崇敬。

## 關連項目
- 香取神宮
- 鹿島神宮

## 外部連結
- 息栖神社 （页面存档备份，存于）